# Петър Бояджиев (политически емигрант)
Вижте пояснителната страница за други личности с името Петър Бояджиев.
Петър Бояджиев е роден на 3 юли 1941 г.

в Шумен в семейство на чиновник. Завършва гимназия в родния си град. След казармата е приет да учи математика в Софийския университет. В навечерието на ІХ конгрес на БКП през 1966 г. заедно със своя приятел Алфред (Фреди) Фосколо разпространяват позив с искания за излизане от Варшавския договор, за свобода на сдруженията и многопартийност.
Държавна сигурност го поставя под наблюдение и го задържат на 15 август 1968 г. – месец преди нахлуването на войските на Варшавския договор в Чехословакия. Предлагат му да сътрудничи на спецслужбите, като замине във Франция и проникне в емигрантските среди.
Бояджиев отказва. Осъден е на 12 години затвор при строг режим. Разбирайки това, майка му изразява негодуванието си и е затворена в психиатрична клиника, където няколко месеца по-късно слага край на живота си.
Петър Бояджиев е изпратен в политическия отряд на Старозагорския затвор, където следват поредица от опити да бъде вербуван за агент на ДС и изпитва на гърба си цялата гама от физически и психически методи за натиск на репресивната машина. Освободен е след изтичане на наказанието на 3 май 1978 г. Принуден е да изкарва прехраната си като общ работник и дърводелец.
На 2 декември 1992 г. президентът Желю Желев възлага на Петър Бояджиев, кандидат за министър-председател, посочен от парламентарната група „Предизборен съюз на БСП и коалиция“, да състави правителство. Кандидатурата се оказва неконституционносъобразна, тъй като бившият политзатворник има двойно гражданство – френско и българско.
През 2016 г. водачът на ДОСТ Лютви Местан съобщава, че Петър Бояджиев ще ръководи съставянето на алманах с всички загинали и угнетявани от комунистическия режим.